# Ophthalmosaurus
Ophthalmosaure
Genre
Ophthalmosaurus est un genre de reptiles marins fossile, datant du Jurassique et du Crétacé. Le genre est appelé par le nom latin Ophthalmosaurus, ou bien en français ophthalmosaure.

## Classification
Le genre Ophthalmosaurus est décrit en 1874 par le paléontologue britannique Harry Govier Seeley (1839-1909),.il fait partie des ichtyosauridae 

### Fossiles
Selon Paleobiology Database en 2024, le nombre de collections de fossiles référencées est de vingt-six.
Ces fossiles sont du Jurassique inférieur au Berriasien du Crétacé inférieur, c'est-à-dire datés de 201,4 à 139,8 Ma avant notre ère.

## Description

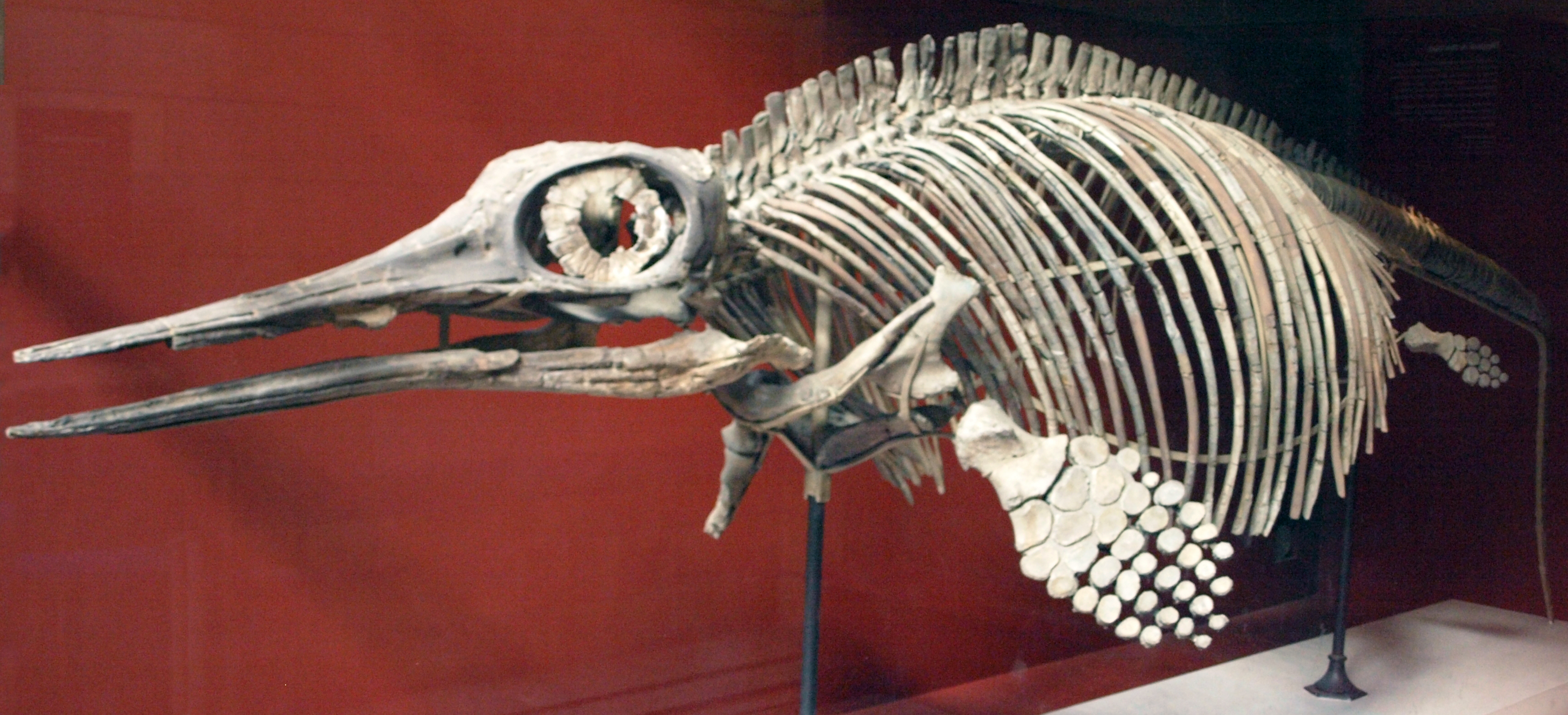
L'espèce Ophthalmosaurus icenicus. L'anneau sclérotique est bien visible dans l'orbite.

Ophthalmosaurus ressemblait à un dauphin, bien qu'il n'y soit en rien apparenté. Il mesurait en moyenne 4 m de long et 1 400 kg mais pouvait atteindre jusqu'à 6 m pour un poids de 2 000 kg.
Le nom du genre vient du diamètre imposant de son œil, qui allait jusqu'à plus de 25 cm, et qui est peut-être le plus gros œil du monde du vivant. L'œil était renforcé par un anneau sclérotique, une adaptation à la pression des profondeurs et à la vitesse de la nage.

## Liste d'espèces
Selon Paleobiology Database en 2024, le nombre d'espèces référencées est de neuf :
- †Ophthalmosaurus discus Marsh, 1879
- †Ophthalmosaurus icenicus Seeley, 1874
- †Ophthalmosaurus marshi Knight, 1903
- †Ophthalmosaurus monocharactus Appleby, 1956
- †Ophthalmosaurus natans Marsh, 1879
- †Ophthalmosaurus reedi Gilmore, 1907
- †Ophthalmosaurus robustus Gilmore, 1905
- †Ophthalmosaurus undorensis Efimov, 1991
- †Ophthalmosaurus yasykovi Efimov, 1999 [2]

## Galerie

Ophthalmosaurus et plongeur humain.
Ophthalmosaurus comparé à un humain.
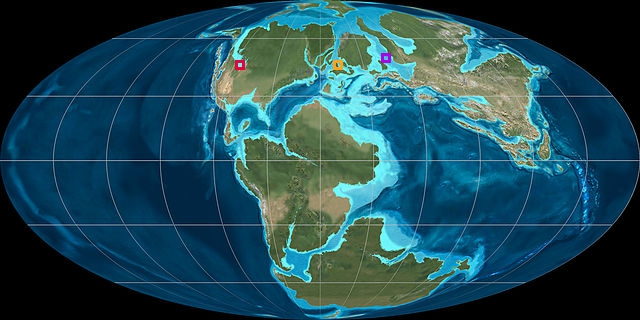
Répartition des fossiles d'Ophtalmosaurus sur une carte du monde à la fin du Jurassique. Orange : O. icenius, rouge : O. (Baptanodon) natans, violet : taxons russes actuellement englobés sous Ophthalmosaurus

### Publication originale
- [1874] (en) Harry Govier Seeley, « On the pectoral arch and fore limb of Ophthalmosaurs, a new ichthyosaurian genus from the Oxford Clay », Quarterly Journal of the Geological Society of London, vol. 30,‎ 1874, p. 696-707.